# Cleis
Callidula là một chi bướm đêm thuộc họ Callidulidae.

## Các loài
- Cleis affinis Rothschild, 1916
- Cleis erycinoides Felder, 1868
- Cleis evander  (Cramer, 1782)
- Cleis lata  (Pagenstecher, 1887)
- Cleis oceanitis  Joicey & Talbot, 1916